# Calinic al II-lea al Constantinopolului
Calinic al II-lea (născut Poulos, numit „Akarnan”; în greacă Καλλίνικος Β, transliterat: Kallinikos 2; n. 1630, Agrafa⁠(d), Grecia Centrală, Grecia – d. 8 august 1702, Constantinopol, Imperiul Otoman) a fost un cleric ortodox grec, care a îndeplinit în trei rânduri funcția de patriarh ecumenic al Constantinopolului în anii 1688, 1689-1693 și 1694-1702.

## Biografie
Era originar din localitatea Kastania (situată în regiunea muntoasă Agrafa) și a fost elevul profesorului Evghenios Giannoulis (1595–1682) din Aitolos. A fost mitropolit de Prusa din anii 1671/1672 până în 1688 și a fost ales patriarh al Constantinopolului la 3 martie 1688, cu sprijinul larg al ierarhilor și susținătorilor laici, dominați de marele negustor castriot Manolakis Kastorianos. Cu toate acestea, a rămas pe tronul patriarhal câteva luni, întrucât bătrânul mitropolit Neofit de Adrianopole, pe care-l destituise din funcție, a reușit să-l detroneze la 27 noiembrie 1688 și să devină patriarh sub numele de Neofit al IV-lea.
A fost reales patriarh în martie sau aprilie a anului următor (1689), în locul lui Neofit, și a rămas în funcție până în anul 1693, când a fost detronat prin acțiunile lui Constantin Brâncoveanu, domnul Țării Românești, care l-a impus pe tronul patriarhal pe protejatul său, fostul patriarh Dionisie al IV-lea. Curând, după îndepărtarea lui Dionisie, a fost reales pentru a treia oară și a păstorit ca patriarh din 1694 până la moartea sa la 8 august 1702 sau, după altă sursă, până la sfârșitul domniei marelui vizir Amcazade Köprülü Hüseyin Pașa (4 septembrie 1702), când i-a succedat Gavriil al III-lea.
A fost un patriarh activ: a reorganizat Școala Patriarhală în 1691, a manifestat un interes mai mare pentru educație și s-a opus activ pătrunderii ideilor romano-catolice în Orient, destituindu-l pe patriarhul procatolic al Antiohiei, Chiril al V-lea. La cererea clericilor și credincioșilor din Eparhia Ioannina, a elaborat în 1701 o scrisoare sinodală de validare a hotărârilor locale cu privire la zestrea viitorilor miri. A lăsat, de asemenea, o operă literară importantă. A scris Tâlcuire pentru preoți și diaconi, Discursuri ecleziastice, Istoria patriarhală, Epistole etc.
A murit la 8 august 1702 și a fost înmormântat în Mănăstirea Kamariotissa de pe insula Halki (Heybeliada).